# La novia ensangrentada
La novia ensangrentada (1972) es una película de terror escrita y dirigida por Vicente Aranda. Basada en la historia vampírica Carmilla, de Joseph Sheridan Le Fanu, la película está protagonizada por Simón Andreu, Maribel Martín y Alexandra Bastedo, entre otros. Y la producción está hecha por Jaime Fernández-Cid Es un double feature junto con I Dismember Mama (1974), además de ser una mezcla de horror, vampirismo y seducción con matices lésbicos.

## Argumento
Susan (Maribel Martín), recién casada y todavía vestida con el traje de novia, llega a un hotel durante la luna de miel con su nuevo marido (Simón Andreu). Otra mujer parece estar acechando a la pareja desde un coche cercano. En un momento en que se queda sola en la habitación, tiene una fantasía en la que un extraño sale del armario y la viola. Cuando regresa su marido, ella insiste en irse, lo hacen y la pareja llega a una mansión propiedad familiar del marido. Susan observa que en la casa hay retratos de los antepasados de su esposo pero no de las esposas, que se encuentran en el sótano. Allí observa que una de las pinturas de las esposas tiene la cara cortada; su marido le cuenta que la mujer del cuadro se llamaba Mircalla Karstein (Alexandra Bastedo), una de sus antepasadas, que doscientos años antes asesinó a su marido durante la noche de bodas, porque supuestamente la hizo cometer actos atroces. Susan sufre una violenta pesadilla donde aparece la misteriosa mujer que los ha estado observando; se despierta y encuentra un puñal bajo la almohada. Estos sueños se repiten y empieza a distanciarse de su marido, que pide a un médico que intente averiguar por qué está teniendo estas pesadillas. Pronto Mircalla 'invade' los sueños de Susan, en los que la intenta persuadir para que use el puñal —que misteriosamente reaparece siempre en el mismo sitio, escondan donde lo escondan— para descuartizar a su marido, al igual que ella hizo con el suyo.
Un día el marido, mientras pasea por la playa, descubre a una mujer enterrada en la arena respirando gracias a un snorkel. La desentierra y la lleva a casa. Susan cae bajo el hechizo de Carmilla, la mujer, una vampiro que la seduce y bebe su sangre. El marido descubre que Carmilla es realmente su antepasada Mircalla y que su vida corre peligro. Susan, ya convertida en vampiro, inicia una historia de amor lésbico con Carmilla. Ambas acaban con la vida del médico que la cuidaba (Dean Selmier) y la del guardián de la propiedad, e intentan asesinar al marido aunque él se anticipa y las mata cuando están descansando en sus ataúdes. El marido es detenido por tres asesinatos.

## Reparto
| Intérprete        | Personaje         |
| ----------------- | ----------------- |
| Simón Andreu      | El marido         |
| Maribel Martín    | Susan             |
| Alexandra Bastedo | Mircalla\Carmilla |
| Rosa M. Rodríguez | Carol             |
| Dean Selmier      | El médico         |
| Ángel Lombarte    | Padre de Carol    |
| Montserrat Julió  | Madre de Carol    |

## Críticas
Crítica en CIne Maldito por Joseph B Mcgregor
Crítica de la película en AlohaCriticón